# Farkas Samu
Farkas Samu (Angolul: Samuel Wolf) (? – ? 1892.) magyar és amerikai szabadságharcos.

## Élete
Honvéd kapitány volt az 1848-49-es magyar szabadságharcban. A világosi fegyverletétel után ő is Törökországba menekült, a sumlai tábor feloszlatásakor belépett a török hadseregbe, 1854-ben Omer pasa balkáni hadseregében teljesített szolgálatot. Később kivándorolt Amerikába, s főhadnagyi rangban végigharcolta a polgárháborút. 1892-ben halt meg.